# 普罗勒布
普罗勒布是奥地利施蒂利亚州莱奥本县的一个市镇。总面积24.49平方公里，总人口1645人，人口密度67.2人/平方公里（2005年）。